# Rituals (album Rotting Christ)
Rituals – dwunasty album studyjny greckiego zespołu muzycznego Rotting Christ. Wydawnictwo ukazało się 12 lutego 2016 roku nakładem wytwórni muzycznej Season of Mist. Nagrania zostały zarejestrowane pomiędzy kwietniem a sierpniem 2015 roku w Devasounds Studios w Atenach. Miksowanie i mastering odbył się w Fascination Street Studios w Örebro w Szwecji. Wśród gości na płycie znaleźli się m.in. Nick Holmes, znany z występów w zespole Paradise Lost oraz Michael "Vorph" Locher lider grupy Samael.
Materiał był promowany teledyskiem do utworu „Apage Satana”, który wyreżyserował Jon Simvonis.

## Lista utworów
Opracowano na podstawie materiału źródłowego.
| Nr  | Tytuł utworu                                          | Autorzy     | Długość |
| --- | ----------------------------------------------------- | ----------- | ------- |
| 1.  | „In Nomine Dei Nostri”                                | Sakis Tolis | 04:57   |
| 2.  | „זה נגמר (Ze Nigmar)”                                 | Sakis Tolis | 04:43   |
| 3.  | „Ἐλθὲ κύριε (Elthe Kyrie)”                            | Sakis Tolis | 04:49   |
| 4.  | „Les Litanies de Satan (Les Fleurs du Mal)”           | Sakis Tolis | 03:55   |
| 5.  | „Ἄπαγε Σατανά (Apage Satana)”                         | Sakis Tolis | 03:50   |
| 6.  | „Του θάνατου (Tou Thanatou)” (cover Nikosa Xylourisa) |             | 03:37   |
| 7.  | „For a Voice Like Thunder”                            | Sakis Tolis | 06:11   |
| 8.  | „Konx om Pax”                                         | Sakis Tolis | 06:21   |
| 9.  | „देवदेवं (Devadevam)”                                    | Sakis Tolis | 05:18   |
| 10. | „The Four Horsemen” (cover Aphrodite’s Child)         |             | 05:24   |
|     |                                                       |             | 49:05   |

## Twórcy
Opracowano na podstawie materiału źródłowego.
| Zespół Rotting Christ w składzie - Themis Tolis – perkusja, instrumenty perkusyjne - Sakis Tolis – gitara, wokal prowadzący, gitara basowa, produkcja muzyczna, miksowanie, mastering - George Emmanuel – realizacja nagrań, gitara, wokal wspierający - Vagelis Karzis – wokal wspierający Dodatkowi muzycy - Giorgos Petratos, Manolis Antzoletakis, George Zacharopoulos, Danai Katsameni, Michael "Vorph" Locher, Nick Holmes, Kathir, Theodoros Aivaliotis, Giannis Stamatakis, Babis Alexandropoulos – wokal wspierający - Nikos Veletzas, George Anamouroglou, Fotis Benardo, Alexandros Kalfakis – instrumenty perkusyjne - Konstantis Mpistolis, Giorgos Nikas – dudy - Nikola Nikita Jeremić – orkiestracje |  | Inni - Jens Bogren – miksowanie, mastering - Adrien Bousson, Ester Segarra – oprawa graficzna |

## Listy sprzedaży
| Lista       | Kraj              | Pozycja |
| ----------- | ----------------- | ------- |
| IFPI Greece | Grecja            | 10      |
| Ultratop    | Belgia (Flandria) | 75      |
| Ultratop    | Belgia (Walonia)  | 136     |